# Dombasle-en-Xaintois
Dombasle-en-Xaintois település Franciaországban, Vosges megyében. Lakosainak száma 124 fő (2022. január 1.). Dombasle-en-Xaintois Ménil-en-Xaintois, Oëlleville, Rouvres-en-Xaintois és Totainville községekkel határos.

## Népesség
A település népességének változása:
| Lakosok száma | 119  | 123  | 127  | 124  | 122  | 120  | 120  | 120  | 124  |
|               | 2013 | 2015 | 2016 | 2017 | 2018 | 2019 | 2020 | 2021 | 2022 |